# Posłańcy pokoju Bożego
Posłańcy pokoju Bożego – ogólnoświatowa seria kongresów (dużych spotkań religijnych) o charakterze międzynarodowym, zorganizowanych przez Świadków Jehowy. Kongresy rozpoczęły się latem 1996 roku na półkuli północnej, a zakończyły na początku 1997 roku na półkuli południowej.

## Kongresy międzynarodowe w Polsce
W Polsce dwa trzydniowe kongresy międzynarodowe odbyły się w Warszawie i Łodzi.
W dniach 9 do 11 sierpnia 1996 roku na Stadionie Legii w Warszawie obecnych było ponad 20 000 osób, a 462 zostały ochrzczone. W programie wziął udział Carey W. Barber, członek Ciała Kierowniczego. W kongresie uczestniczyły delegacje z 14 krajów.
W tym samym terminie odbył się kongres na stadionie KS Start w Łodzi, w którym brało udział prawie 12 000 osób, a 278 ochrzczono.
Pozostałe kongresy okręgowe w Polsce odbyły się w dniach od 5 do 7 lipca w Bydgoszczy (stadion Zawiszy), Katowicach (Stadion GKS Katowice), Poznaniu (stadion KS Olimpia). Od 12 do 14 lipca w Jastrzębiu-Zdroju (Stadion Miejski), Zielonej Górze (Stadion OSiR), Gdańsku (Stadion BKS Lechia; 9 tys. obecnych, ochrzczono 300 osób). Od 19 do 21 lipca w Krakowie (Stadion Cracovii; 6 tys. obecnych, 177 osób zostało ochrzczonych), Olsztynie (stadion OSiR), Starachowicach (Stadion SKS Star); przeszło 4,5 tys. obecnych, Zabrzu (Stadion Górnika Zabrze). Od 26 do 28 lipca w Lublinie (stadion Motoru), Rzeszowie (stadion ZKS Stal), Szczecinie (stadion Pogoni), Wałbrzychu (stadion). Od 2 do 4 sierpnia w Kaliszu (stadion KS Calisia), Koszalinie (Stadion Gwardii), Zamościu (Stadion OSiR). Od 9 do 11 sierpnia w Częstochowie (Stadion Włókniarza), Wrocławiu (Stadion Olimpijski).
Na wszystkich kongresach zorganizowanych w Polsce ochrzczono 4125 osób.

## Kongresy międzynarodowe na świecie
Kongresy międzynarodowe odbyły się również w Pradze w Czechach, w Budapeszcie na Węgrzech, w Tallinnie w Estonii oraz Braszowie i Klużu-Napoce w Rumunii.

### Czechy
W lipcu w Pradze odbył się kongres międzynarodowy z udziałem licznych delegacji z Japonii, Niemiec, Polski i Stanów Zjednoczonych, a także z Austrii, Kanady, Słowacji oraz Szwajcarii. W kongresie uczestniczyło 22 000 osób, w tym trzech członków Ciała Kierowniczego, ochrzczono 432 osoby.

### Estonia
W sierpniu w Tallinnie odbyły się dwa kongresy międzynarodowe. Program przedstawiono w języku estońskim i rosyjskim. W kongresie uczestniczyły delegacje z 16 krajów, w tym 155 osób z Wielkiej Brytanii i 300 z Finlandii, a także z Litwy i Łotwy. Przemówienia wygłosiło też pięciu członków Ciała Kierowniczego: Carey W. Barber, Milton George Henschel, Theodore Jaracz, Albert D. Schroeder i Daniel Sydlik. Liczba obecnych wyniosła 11 311, a 501 osób ochrzczono.

### Rumunia
Kongres międzynarodowy zaplanowano też w Bukareszcie, miał się odbyć w dniach od 19 do 21 lipca 1996 roku na tamtejszym Stadionie Narodowym. 24 czerwca wprowadzone w błąd władze rumuńskie nie wyraziły zgody na jego przeprowadzenie. Powodem zmiany tej decyzji, była nagonka inspirowana przez duchownych prawosławnych. Komitet Helsiński w Rumunii wydał publikację potępiającą „publiczne występowanie przeciwko Świadkom Jehowy patriarchy Teoktysta, przedstawiciela rumuńskiego Kościoła prawosławnego”. W tym czasie Rumunię odwiedziła Hillary Clinton, żona amerykańskiego prezydenta. Ambasador Stanów Zjednoczonych w Rumunii, Alfred Moses, wyjaśnił, dlaczego wbrew wcześniejszym zamiarom nie weszła ona do cerkwi Kretzulescu: „Wolność religijna to zasada usankcjonowana zarówno przez Konstytucję Stanów Zjednoczonych, jak i Konstytucję Rumunii. Obecność na budynkach kościelnych plakatów świadczących o braku tolerancji religijnej kłóciła się z duchem demokratycznego pluralizmu oraz celami wizyty pani Clinton w Rumunii”. Na łamach rumuńskiej gazety Timishoara z dnia 6 lipca 1996 roku Marius Milla zauważył: „Nasza postawa jest niedemokratyczna, niebiblijna i antyspołeczna”. Bukareszteńska gazeta Flagrant zapowiadała: „Sprzeciw, niechęć i wrogość wobec tego pierwszego międzynarodowego zgromadzenia osiągną skutek przeciwny zamierzonemu. Zamiast odwrócić ludzi od Świadków, wzbudzą zainteresowanie, ciekawość, współczucie i zrozumienie”.
Na tydzień przed kongresem podpisano umowę o wynajęcie stadionu w Klużu-Napoce. Znaleziono kwatery dla 6000 osób. Natomiast dwa dni przed terminem, w Braszowie znaleziono miejsce na drugi kongres. W mieszkaniach prywatnych zorganizowano 7500 miejsc noclegowych. Część uczestników została umieszczona w namiotach w pobliżu terenu kongresu, a gdy padało, mieszkańcy okolicznych bloków zaprosili ich do swoich mieszkań. W Klużu-Napoce liczba obecnych wyniosła 22 004, a 799 osób ochrzczono. W kongresie w Braszowie udział wzięły 12 862 osoby, razem z 1056 delegatami z Bułgarii, którzy całego programu wysłuchali w języku bułgarskim. W Braszowie ochrzczono 832 osoby – w tym 66 z Bułgarii. Na tych dwóch kongresach ochrzczono łącznie 1631 osób. W dniach od 13 do 15 września zorganizowano dodatkowo mniejsze zgromadzenia w Baia Mare i Bukareszcie. Łączna liczba obecnych wyniosła 5340, a 48 ochrzczono. We wszystkich kongresach w Rumunii uczestniczyło ogółem 40 206 osób, a 1679 zostało ochrzczonych.

### Węgry
Ponad trzy tysiące zagranicznych delegatów z Europy, Ameryki Północnej i Japonii zamiast do Bukaresztu skierowano na kongres, który w dniach 12–14 lipca odbył się na Népstadionie w Budapeszcie. W kongresie uczestniczyły 23 893 osoby (w tym 3341 delegatów z 11 krajów), a 510 ochrzczono. Oprócz tego na Węgrzech zorganizowano jeszcze dwa kongresy, a łączna liczba obecnych wyniosła 36 326 osób. Kongres w Budapeszcie miał być kongresem okręgowym, zorganizowanym na małym obiekcie – Świadkowie Jehowy zamierzali wykorzystać tylko jego część. Jednak zarząd stadionu zaproponował korzystne warunki jego wynajęcia, dlatego gdy w Bukareszcie wyłoniły się trudności, zaplanowano, że kongres międzynarodowy odbędzie się na całym budapeszteńskim stadionie.

## Pozostałe kongresy
Kongresy okręgowe odbyły się w ponad 150 krajach.
- Azja. 20 i 21 lipca dwudniowe zgromadzenie odbyło się w Dżakarcie. W Indonezji obowiązywał jeszcze zakaz działalności Świadków Jehowy. W zgromadzeniu tym uczestniczył członek Ciała Kierowniczego John E. Barr. Najwyższa liczba obecnych wyniosła 8793 osoby[21].
- Afryka. Na kongresach w Tanzanii i Kenii ogłoszono wydanie suahilijskiej edycji Chrześcijańskich Pism Greckich w Przekładzie Nowego Świata, a w Botswanie i RPA wydano je w języku tswana[22].

Na 13 kongresach okręgowych zorganizowanych w Malawi obecnych było ponad 117 000 osób. Kongresy odbyły się także m.in. w nękanej wojną Liberii.
- Europa. Zorganizowano pierwsze zgromadzenia okręgowe w Gruzji. Odbyły się one w trzech miejscowościach: Gori, Marneuli i Cnori, a uczestniczyło w nich około 6000 delegatów z całego kraju[25].

W Niemczech odbyło się 19 kongresów w 12 językach (w tym w j. polskim), w Austrii w 4 językach w Wiedniu, Grazu, Linzu i St. Pölten. W Szwajcarii kongresy odbyły się w Genewie, Lugano i Zurychu, program przedstawiany był w 9 językach.
Na kongresach w Norwegii ogłoszono wydanie w języku norweskim Pisma Świętego w Przekładzie Nowego Świata.

## Niektóre punkty programu
- Dramat (przedstawienie): Dlaczego należy uznawać porządek teokratyczny?[28]
- Wykład publiczny: Nareszcie prawdziwy pokój! – Kto go zaprowadzi?